# Mikrocikas
Mikrocikas lat. Microcycas), monotipski rod cikada u porodici kijakovke. Jedina vrsta Microcycas calocoma kubanski je endem u provinciji Pinar del Río. Vazdazelena trajnica. Uzgaja se i kao ukrasna biljka. Korijen joj je otrovan.
U divljini je kritično ugrožena vrsta. Koristila se za ogrijev, izradu papira i kartona.

## Sinonimi
Zamia calocoma Miq.
- M. calocoma
- M. calocoma
- M. calocoma